# Centre Espacial Lyndon B. Johnson

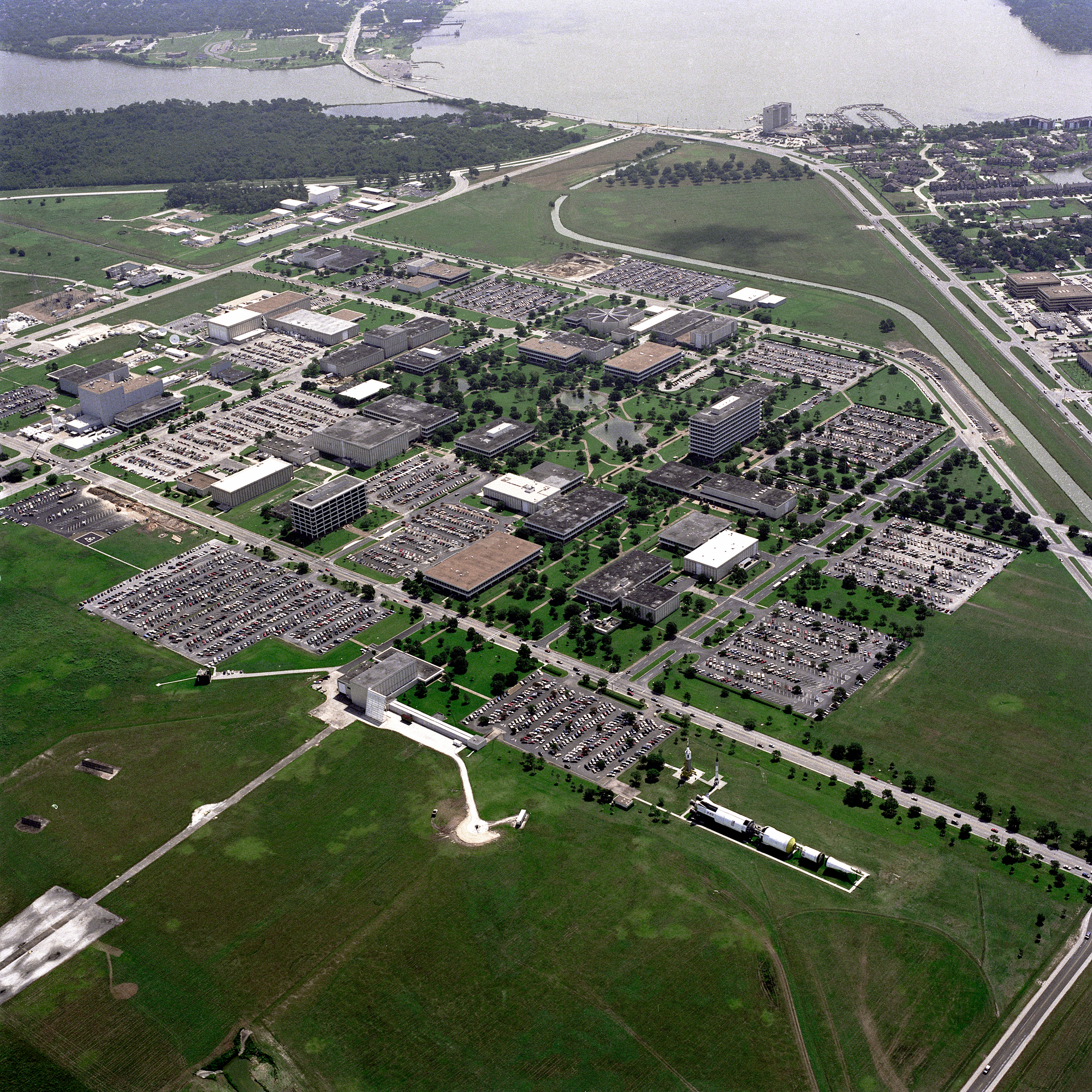
Vista aèria del centre espacial el 1989.

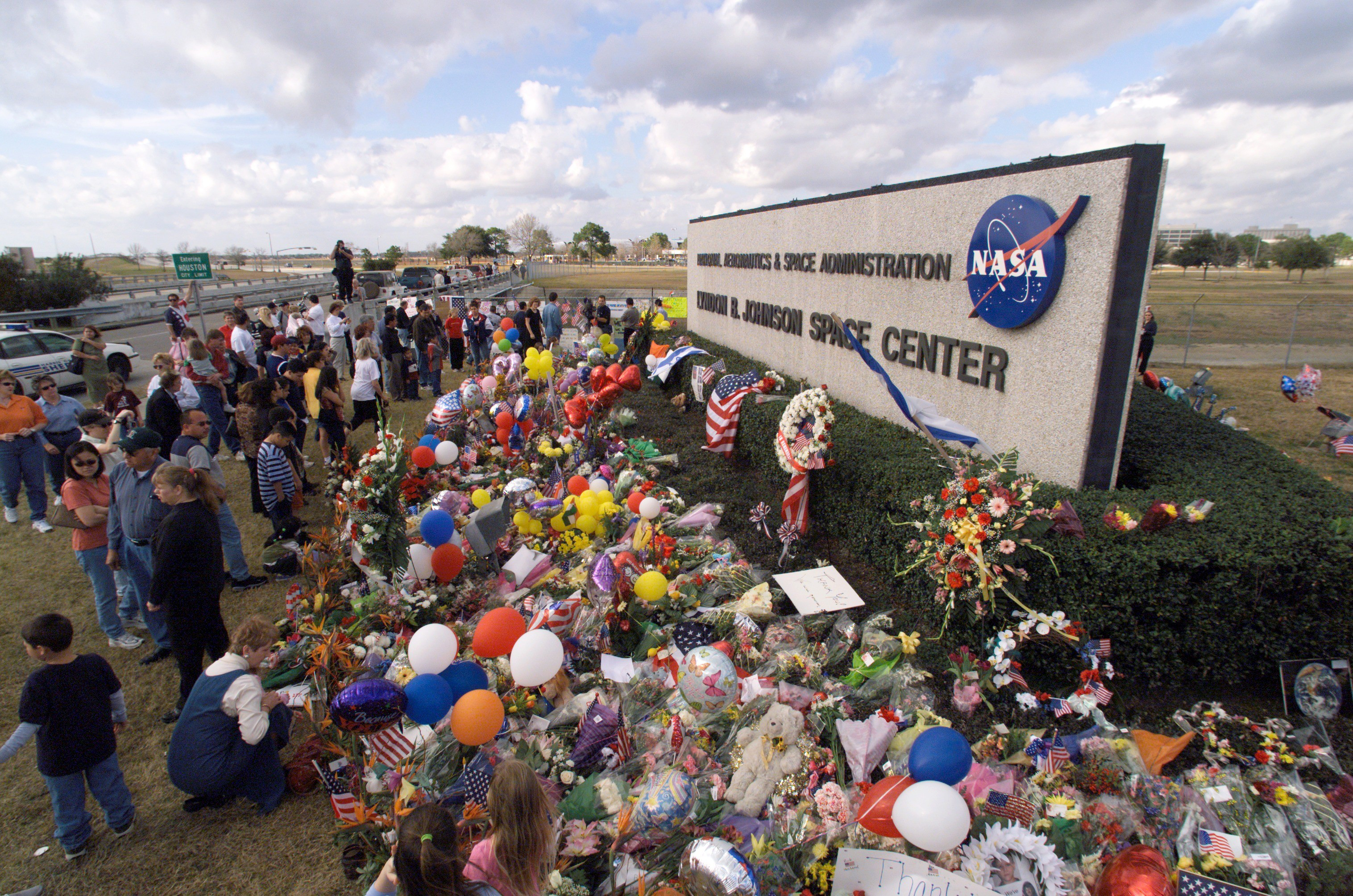
L'entrada del centre espacial - El primer de febrer de 2003

El Centre Espacial Lyndon B. Johnson (Lyndon B. Johnson Space Center en anglès, abreujat JSC) és la instal·lació de la NASA per a les activitats tripulades espacials situada al Houston sud-oriental, Texas. Va ser construïda en un terreny donat per la Universitat de Rice.

## Activitats
El JSC acull el centre de control de missions (MCC-H), el centre de control de la NASA que coordina i supervisa tots els vols tripulats dels Estats Units. L'MCC-H dirigeix totes les missions i activitats de la llançadora i l'estació espacial internacional. Està també a càrrec del White Sands Missile Range de Nou Mèxic, que serveix com a lloc d'aterratge d'emergència per a la llançadora espacial. El White Sands Missile Rang havia de convertir-se també en el centre de coordinació per al vehicle que havia de substituir la llançadora el 2010, el Projecte Constellation, però es va cancel·lar.
Les pràctiques dels astronautes de la NASA es duen a terme al JSC, a la zona d'entrenament de Sonny Carter. Aquesta zona d'entrenament inclou el laboratori de flotabilitat neutral, una piscina de grans proporcions de gairebé 6,2 milions de galons d'aigua on els astronautes entrenen per a fer tasques addicionals (com ara la conducció de vehicles) en condicions simulades d'ingravidesa.
El JSC ocupa al voltant de 3.000 funcionaris, incloent 110 astronautes. La mà d'obra està formada per aproximadament 15.000 treballadors i contractistes. De les 15 empreses que treballen pel JSC la més gran és la United Space Alliance, que dona feina a prop del 40 per cent dels empleats del JSC.
El gener de 2013 l'astronauta Ellen Ochoa es va ser nomenada directora del centre, i es va convertir en la segona dona en ocupar aquest càrrec i la primera persona d'origen hispànic. Ochoa va ser l'onzena directora del JSC, el primer va ser Robert Gilruth.
Un dels artefactes espacials exhibits al Centre Espacial Johnson és el coet Saturn V. Està sencer, a excepció de l'anella entre les etapes de S-IC i S-II, i del capotatje entre les etapes de S-II i S-IVB. Està construït a partir de restes de vehicles reals. També hi ha un vehicle Apol·lo autènctic, que se suposava que havia de volar en la cancel·lada missió Apol·lo 19.

## Edificis
Tots els edificis del JSC estan numerats en comptes de tenir un nom. Una llista parcial dels edificis i la seva destinació és la que segueix:
- Edifici 1: Prefectures del JSC, ique inclou les oficines de la gerència major i del director del JSC.
- Edifici 2: Oficina d'afers públics, que inclou la producció de video i àudio que processen les instal·lacions.
- Edifici 4: Edifici d'oficines, que inclou les dels astronautes i directors de vol.
- Edifici 5: Inclou el simulador de la llançadora espacial.
- Edifici 8: Clínica i material sanitari. Arxius històrics (com per exemple pel·lícules i fotografies) de la NASA.
- Edifici 9: Maquetes de la cabina i compartiment de càrrega útil de la llançadora espacial.
- Edifici 30: Conté el centre de control de missions, que inclou les cambres dels comandaments de vol que recolzen la llançadora espacial i l'estació internacional.
- Edifici 31: Inclou els compartiments de buit per als equips de prova.
- Edifici 44: En aquest edifici hi ha els laboratoris de seguiment, comunicacions i desenvolupament.

## Incident
El 20 d'abril de 2007, a les 13:40 (UTC-7) un home d'entre 50 i 60 anys armat amb una pistola de gran calibre va irrompre a l'Edifici 44 del JSC. La policia i les forces especials SWAT van envoltar la instal·lació, i com a resultat de l'enfrontament va morir un dels ostatges i l'assaltant, que es va suïcidar.
Aquest incident es va produir tan sols uns dies després de la massacre de Virginia Tech, i va coincidir amb el vuitè aniversari de la massacre de Columbine, en la qual també els agressors es van suïcidar.